# Sanche IV Garcia de Gascogne
 (août 2023).
Si vous disposez d'ouvrages ou d'articles de référence ou si vous connaissez des sites web de qualité traitant du thème abordé ici, merci de compléter l'article en donnant les références utiles à sa vérifiabilité et en les liant à la section « Notes et références ».
Sanche Garcie (basque : Antso Gartzia , espagnol : Sancho Garcès, gascon : Sans Gassia , latin : Sancius Garsia) est un comte de Gascogne de 920 jusqu’à sa mort en 955.

## Biographie

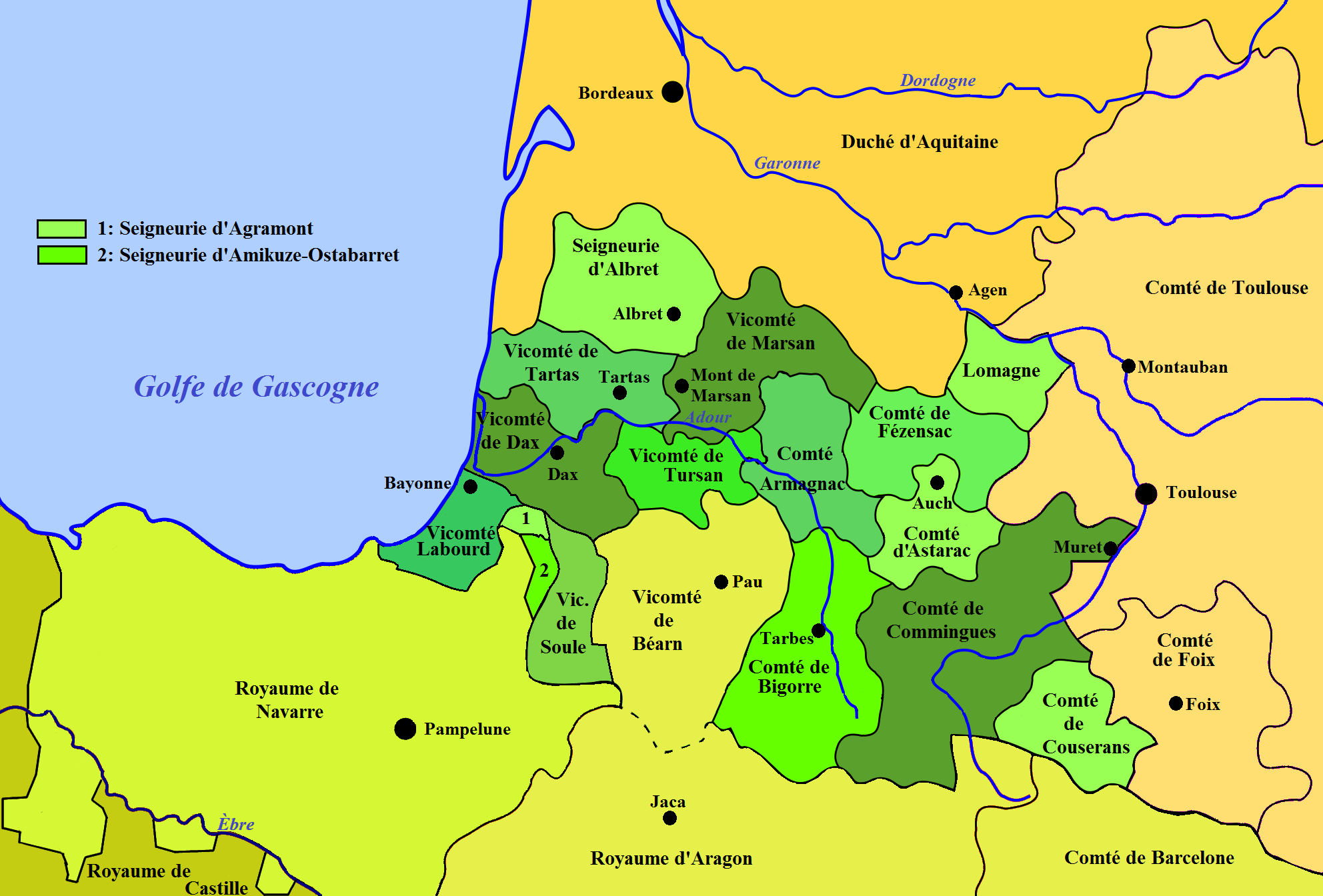
Le morcellement du duché de Vasconie s'accentue sous le règne de Sanche Garcie.

Sanche Garcie est le fils aîné de Garcie Sanche de Gascogne et d'Aminia d'Angoulême.
Ses deux frères cadets furent investis des comtés de Fezensac (Guillaume Garcie) et d'Astarac (Arnaud Garcie).
Lui-même aggrava le morcellement de la Vasconie en divisant son domaine entre ses nombreux fils.

## Unions et descendance
D'une première épouse dont le nom n'est pas connu il eut deux enfants:
- Sanche, duc de Vasconie après son père ;
- Guillaume Sanche, duc de Vasconie après son frère.

D'une seconde épouse dont le nom n'est pas connu il eut cinq autres enfants:
- Donat Sanche, qui reçut la vicomté de Lomagne ;
- Aner Sanche, qui reçut la vicomté d'Oloron ;
- Amanieu Sanche, qui reçut la seigneurie d'Albret ;
- Gombaud Sanche, qui reçut le comté d'Agen, puis qui devint évêque ;
- Ezi Sanche, qui reçut la vicomté de Marsan.